# شهرستان عمد
ناحیهٔ عمد (به عربی: مدیریة عمد) یک ناحیه در یمن است که در استان حضرموت واقع شده‌است.

## خصوصیات
ناحیهٔ عمد ۲۰٬۰۵۲ نفر جمعیت دارد.